# TAF12
TAF12‏ (TATA-box binding protein associated factor 12) هوَ بروتين يُشَفر بواسطة جين TAF12 في الإنسان.